# 罕东左卫

明朝关西八卫

罕东左卫，中国明代在嘉峪关以西所置羈縻卫，关西八卫（因沙州卫与罕东左卫相继设于同一地区，故又称关西七卫）之一。朝廷冊封當地酋長為名義上的官員（类似于土司），管理当地各部族，其首領大多為蒙古族世襲領袖。
明洪武三十年（1397年）设置罕东卫。族众原属罕东卫，后因部人奄章与同族不睦，彼此仇杀，率众遁居沙州，自立後至其子班麻思结时，势力日增，曾经跟随从明军讨伐曲先卫。宣德七年（1432年），以功授罕东卫指挥使，十年（1435年），晋都指挥佥事。成化年间，班麻思结卒，子只克嗣职。当时吐鲁番汗国侵据哈密，只克惧其侵逼，请自立一卫，成化十五年（1479年）以原沙州卫地设罕东左卫，任只克为都指挥使。只克卒，子乞台嗣。正德十一年（1516年），因吐鲁番速檀满速儿所迫，一部分内徙肃州（今甘肃省酒泉市），卫废，但余部仍居沙州，役属吐鲁番汗国。嘉靖七年（1528年）全部内迁，其地遂为吐鲁番所并。

### 文献
- 《明史·西域传》

## 延伸阅读
[在维基数据编辑]
 《明史卷三百三十》，出自《明史》